# アナハイム・ラボラトリー・ログ
アナハイム・ラボラトリー・ログ (ANAHEIM LABORATORY LOG) は、矢立文庫にて連載されているガンダムシリーズのメカニックデザイン企画である。メカニカルデザインを瀧川虚至、夏元雅人、岡正信が、ストーリーを石井誠、高村泰稔がそれぞれ担当している。2016年11月19日より連載、2017年6月22日配信の第8回以降休載。
第1・2話（第1-4回）はPDFで配信。第3・4話（第5-8回）はビューアーで配信されたがビューアーのサポート終了に伴い閲覧することができなくなっている。

## あらすじ
宇宙世紀0100年、アナハイム・エレクトロニクスのラボラトリーに納められていた、公表されていない新型モビルスーツの試作報告や検証実験、試作運用時のレポートなどが複数発見される。
これらは軍需企業としてさまざまな技術、機体を開発してきたアナハイム社において、様々な理由により公表されていない裏の記録である。略称として「アナログ」と呼ばれ、失われたと思われていたモビルスーツたちのミッシングリンクをつなぐ鍵として日の目を見ることとなる。

## 作品リスト
各エピソードのあらすじ及び登場する兵器は以下の通り。
1. 第1話：消えた赤い機体
  - UC0087年11月16日の所謂ダカール演説を受け、エゥーゴとティターンズの争いはは総力戦の様相を見せてきていた。エゥーゴはスポンサーであるアナハイム社と共に戦力増強としていくつかの計画を発動する。その成果の一つであるガンダムMk-IIIの8号機は赤色に塗装され、クワトロ大尉の搭乗機とすべくグラナダからティターンズの目を避けるため旧サイド5付近の魔の空域を抜けコリアー艦隊の待つサイド2へ向かうルートで秘密裏に輸送されていたが、偶然にも魔の空域内に存在すると言われるデラーズ・フリートの旧根拠地、茨の園を探索するアクシズの強攻偵察部隊と遭遇する。
    - MSF-007 ガンダムMk-III 8号機
    - RGM-79R ジムII（ネモカラー）
    - RGM-79N ジム・カスタム（エゥーゴ仕様）
    - MS-14J リゲルグ（一般機）
    - MS-21D1 ドラッツェ改
2. 第2話：アクシズからの帰還
  - UC0084年9月、ザンジバル級を旗艦とする船団が地球圏へ近づいて来た。地球連邦軍はサイド3へ向かうと予想されるこの船団への警戒を強めるがその裏でグラナダに駐留する アレキサンドリア級重巡洋艦アル・ギザ所属のティターンズ第7小隊は連邦軍の哨戒部隊よりグラナダへ接近する不審なMS部隊に対処すべくスクランブルをかける。そこにはガルバルディタイプのモビルスーツ2機と共に赤いドムタイプのモビルスーツがいたのだった。
    - MS-09RSS ドワス改
    - MS-17 ガルバルディα
    - MS-17R 高機動型ガルバルディα
    - RGM-79EW EWACジム
    - RX-80PR-4 ペイルライダーDII
    - RGM-79SP ジム・スナイパーII (ティターンズ仕様)
3. 第3話：MS新時代に向けた飛翔
  - UC0085年、可変MAアッシマーの登場により衝撃を受けたエゥーゴとアナハイム社は独自の可変モビルスーツ開発計画であるΔプロジェクトを発足するも、セミモノコック構造では強度に限界があることが分かり開発を断念、Δガンダムは非可変MSである百式として完成する。Δプロジェクトの失敗を受け可変機構のみを検証するメタスプロジェクトはティターンズより奪取したガンダムMk-IIのムーバブルフレームを参考にすることで可変MSメタスとして結実を迎えるのだった。さらなる発展を目指し複数のプランが作られ、旧ハービック社の技術者を中心にしたキャルフォリニアベース支社は制空性能を持つ可変MSとしてメタスX-1を、グラナダ支社の旧MIP社スタッフを中心とするチームは対空（対宙）攻撃性を重視したメタスX-2をグラナダの別のチームは拠点攻撃を目的とするメタスX-3をそれぞれ開発するのだった。
    - MSA-005X-1 メタスX-1
    - MSA-005X-2 メタスX-2
    - MSA-005X-3 メタスX-3
4. 第4話：メガライダー最終試験
  - UC0088年3月、変化していく戦況に対応するためアナハイム社はホバートラックM353A4ブラッドハウンドのとMS部隊の連動運用をベースにした新たなMS支援兵器としてメガライダー計画を構想する。完成したプロト・メガライダーを旧サイド5魔の空域にある廃コロニーにてテストすることとなったが、その最終テスト中にトラブルが発生するのだった。
    - FXA-08R-X1 プロト・メガライダー 
    - RGM-79C ジム改（エゥーゴ仕様）

## ガンプラ
- RE/100 1/100 ガンダムMk-III 8号機

2018年6月にバンダイ公式通販サイト「ホビーオンラインショップ」で発売。
- HGUC 1/144 ペイルライダーDII